# Michela Pace
 Michela Pace (nascida em 25 de janeiro de 2001) é uma cantora maltesa que venceu a temporada de 2019 da versão de Malta do The X Factor em 2019. Como prêmio por sua vitória, ela representará Malta no Festival Eurovisão da Canção 2019 com a música " Chameleon ", além de ganhar um contrato com a Sony Music Italy.